# LuaTeX
LuaTeX је TeX базирани систем рачунарске припреме текста који је иницијално постојао као pdfTeX верзија са уграђеном Lua машином за интерпретацију скрипти. После неколико експеримената усвојио га је pdfTeX тим као свог наследника (екстензију eTeX) која генерише PDF фајлове. Касније у пројекту су укључене функционалности Алефа (посебно у погледу вишесмерног слагања слова). Пројекат је првобитно био под покровитељством оријенталног TeX пројекта, који су основали Идрис Самави Хамид, Ханс Хаген, и Тако Хоекватер.

## Циљ пројекта
Главни циљ пројекта је да се обезбеди TeX-ова верзија где су сви унутрашњи делови доступни из Lua скрипти. У процесу отварања TeX-а многи унутрашњи кодови су поново написани. Уместо јаког кодирања нових функционалности у самом TeX-у, корисници (или писци макро пакета) могу да напишу своје сопствене додатке. LuaTeX нуди уграђену подршку за OpenType фонтове. За разлику од XeTeX, фонтови нису приступни кроз систем библиотека оперативног система, неко кроз библиотеку базирану на FontForge.
Сродни пројекат је MPLib (екстензија MetaPost библиотеке модула), који доноси графичку машину у TeX.
LuaTeX тим чине Тако Хокватер, Хартмут Хенкел и Ханс Хаген.

## Верзије
Прву јавна бета верзија је лансирана TeX 2007. године у Сан Дијегу. Прво формално издање је планирано за крај 2009. године, а прва стабилна верзија производње је објављена 2010. године. Очекивало се да достигне верзију TeX Live.00 у 2012. години али од октобра 2015. године се очекује да буде пуштен са TeX Live 2020.
Од октобра 2010. године, оба ConTeXt марк IV и LaTeX са екстра пакетима (нпр. luaotfload, luamplib, luatexbase, luatextra) су искористила нове могућности LuaTeX . Оба су подржана у TeX Live 2010 са LuaTeX 0.60, и у LyX. Посебна подршка у обичном ТеХ-у је још увек у фази развоја